# Birds Are Indie

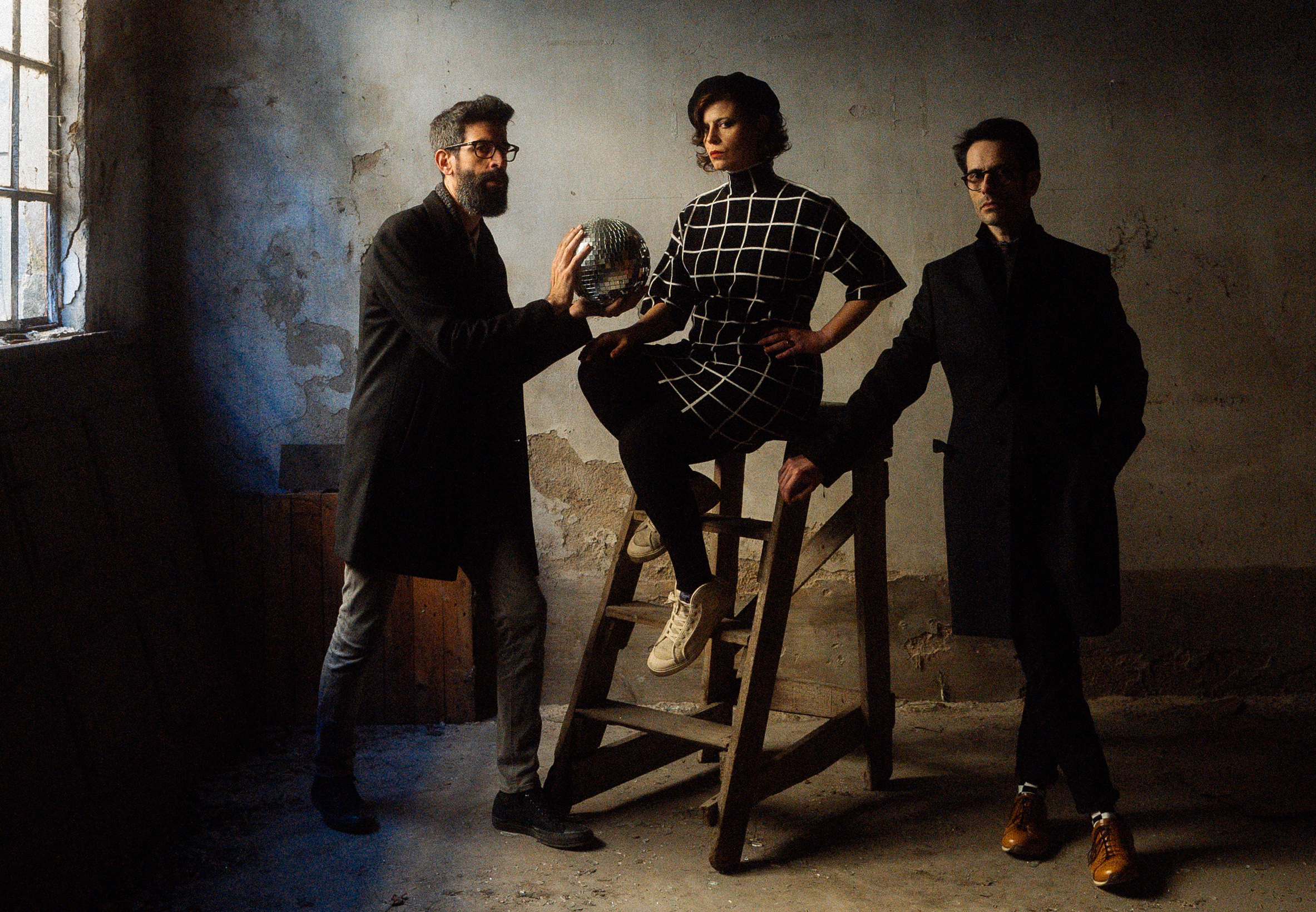
Foto promocional para o álbum "Ones & Zeros" (2023) por Tiago Cerveira.

Birds Are Indie é uma banda de Coimbra. Formada, em 2010, por Joana Corker e Ricardo Jerónimo, transformou-se num trio pouco depois, com a entrada de Henrique Toscano. A sua música já foi descrita como tendo influências de grupos como The Velvet Underground, Yo La Tengo, Low, Belle & Sebastian, Galaxie 500 e The Pastels.
Contando com 6 álbuns, já realizaram centenas de concertos em Portugal e Espanha, onde regressam regularmente. Além de diversas salas e auditórios, passaram por festivais portugueses como Festival Termómetro, Optimus D'Bandada, Bons Sons, Super Bock em Stock, Gliding Barnacles, Rádio Faneca e espanhóis como Fa Ce La, Xiria Pop, El Dia de la Marmota e Atlantic Fest. Em 2017, apresentaram um concerto comemorativo do seu 7º aniversário, no Teatro da Cerca de São Bernardo, em Coimbra, com diversos convidados de bandas como a Jigsaw, Anaquim, d3o, Ghost Hunt, Senhor Doutor, Tédio Boys, The Parkinsons, The Twist Connection e Tiguana Bibles. No ano seguinte, integraram o cartaz da 2ª edição do Festival Lux Interior, onde dividiram o palco do Salão Brazil, em Coimbra, com a banda norte-americana Luna. A partir de 2018, os seus discos foram gravados no estúdio Blue House e editados pela Lux Records.
Os seus lançamentos são regularmente destacados na imprensa especializada. Como exemplos, sobre o seu primeiro longa-duração, em artigo publicado na revista Visão e no Jornal de Letras, Manuel Halpern dizia que «O encanto de Birds Are Indie é precisamente essa simplicidade de quem porventura não nasceu para a música, mas a música, ainda assim, nasceu-lhes. É quase um manifesto antivirtuoso, minimalista, mas encantador.» Já acerca do mais recente álbum “Ones & Zeros”, Mário Lopes afirmou, no suplemento Ípsilon do jornal Público, que «Temos, em resumo, música agitada, revigorante, excitante, pés que dançam com elegância e fervor, refrões à procura de gente, cara a cara, canção a canção. Clama por vida a nova vida dos Birds Are Indie. Impossível que não nos juntemos a eles.»
Em 2023, estreou na Casa do Cinema de Coimbra, o vídeo-álbum "Ones & Zeros", realizado por Tiago Cerveira, no qual o disco homónimo é apresentado "através de uma narrativa cinematográfica dividida em dez capítulos".
A sua música tem merecido airplay em rádios nacionais como Antena 3 (na qual chegou várias vezes ao Top A3.30, incluindo o 1º lugar), SBSR.fm e TSF, bem como dezenas de rádios locais. Por diversas vezes o grupo fez entrevistas e sessões interpretando temas ao vivo, em várias rádios, televisões e plataformas online, como RTP 1, Antena 3, SBSR.fm, RTP 2, RDP Internacional, Vodafone FM, Radar, RUM, RUC, Pinehouse Concerts e Porta 253. Em 2024, a banda recebeu o galardão de "Melhor Grupo Português", atribuído em Espanha, pelos Premio FAM Cultura Pop-Eye, cuja gala decorreu na cidade de Valencia.

## Discografia
Álbuns:
- How music fits our silence (murmürio records, 2012) [CD]
- How music fits our silence 'Special Edition' (murmürio records, 2013) [Livro-CD]
- Love is not enough (murmürio records, 2014) [CD]
- Let's pretend the world has stopped (murmürio records, 2016) [CD / Vinil]
- Local Affairs (Lux Records, 2018) [CD / Vinil]
- Migrations - the travel diaries #1 (Lux Records, 2020) [CD]
- Migrations - the travel diaries #2 (Lux Records, 2021) [Vinil]
- Ones & Zeros (Lux Records, 2023) [CD / Vinil]

EPs:
- Love Birds, Hate Pollen (mimi records / murmürio records, 2010) [Digital / CD-r]
- Life is long (mimi records / murmürio records, 2010) [Digital / CD-r]
- All (murmürio records, 2011) [CD-r]
- Our two EPs in one cassette (Cakes & Tapes, 2011) [Cassete]
- OK, it's X-mas (murmürio records, 2011) [CD-r]
- one two three four (murmürio records, 2012) [CD-r]
- Sunday Covers (auto-edição, 2013) [Digital]

Singles:
- The rise of a new day in Berlin (auto-edição, 2010) [Digital]
- Our last waltz / Black, or the art of letting go (Lux Records, 2021) [Vinil]
- Gotta think on my feet / All of the above (Lux Records, 2023) [Vinil]

Compilações:
- Novos Talentos FNAC (FNAC, 2012) [CD] - curadoria Henrique Amaro
- Festival Bons Sons (SCOCS, 2012) [CD]
- Musiquim (Musiquim, 2012) [Digital]
- T(h)ree (Omnichord, 2018) [CD]
- Cover de Bruxelas Vol. I (Lux Records, 2021) [CD]
- Coverbilly Psychosis - A tribute to Tédio Boys (Lux Records, 2023) [CD]

## Membros
- Ricardo Jerónimo (voz, guitarra eléctrica, guitarra acústica, ukulele, baixo, teclados, piano, caixa de ritmos)
- Joana Corker (voz, bateria, percussão, teclados, sintetizador, kazoo)
- Henrique Toscano (guitarra eléctrica, bateria, percussão, baixo, caixa de ritmos, coros)